# حاکم گونگ چین
حاکم گونگ از چین (به چینی: 秦共公؛ مرگ ۶۰۴ پ. م)؛ فرمانروای ایالت چین در دودمان ژو از ۶۰۸ پ. م تا ۶۰۴ پ. م بود. ایالت چین در آینده همه کشور چین را یکپارچه ساخت و تبدیل به دودمان چین شد. نام اجدادی او یینگ (嬴) و حاکم جینگ نام پسامرگ او بود. حاکم گونگ جانشین پدرش حاکم کانگ چین شد که در سال ۶۰۹ پ. م درگذشت، شد. در سال ۶۰۴ پ. م، حاکم جینگ پس از ۵ سال سلطنت درگذشت. جانشین او پسرش، حاکم هوآن چین بود.